# Cantó de Fort-de-France-9
El cantó de Fort-de-France-9 és una divisió administrativa francesa situat al departament de Martinica a la regió de Martinica.

## Composició
El cantó comprèn una fracció de la comuna de Fort-de-France.

## Administració
| Període                                  | Identitat         | Partit        | Qualitat |
| ---------------------------------------- | ----------------- | ------------- | -------- |
| 2008-2014                                | Yves-André Joseph | Divers gauche |          |
| Les dades anteriors no són pas conegudes |                   |               |          |